# 花乃由布莉
花乃 由布莉（はなの ゆうり、1990年6月25日 -）は東京都出身のタレント、グラビアアイドル。よしもとグラビアエージェンシー(YGA)の元メンバー（第3期生）。

## 人物
- 姉と2人姉妹
- 趣味：読書[1]
- 特技：和太鼓 [1]

## 来歴
- 2009年08月30日 - YGA（よしもとグラビアエージェンシー）の3期生公開オーディション合格
- 2010年01月01日 - 大学入試のため休業
- 2010年03月03日 - 活動再開
- 2012年07月31日 - YGAを卒業
- 2014年06月19日・24日 - ニューヨーク市・アインスワースパークで行われた『2014 FIFAワールドカップパブリックビューイング』イベントのMCを務める[2]

## 活動
※YGAとしての活動は除く
- YGAとしての活動はよしもとグラビアエージェンシーを参照

### ライブ
- 『明和電機×NUT「春のおめでトーン♡ありがトーン」フェア』(2011年4月2日)

### テレビ
- Oh!どや顔サミット（2012年1月6日、ABC制作・テレビ朝日系列）

### 舞台
- ソラリネ。#02「Book Gallery Cafe-グリムの森-」（2012年4月17日 - 22日、GEKIBA） - 白雪姫 役
- ソラリネ。#03「ニンギョヒメ」（2012年5月17日 - 20日、CBGKシブゲキ!!）